# Reichsfahrt

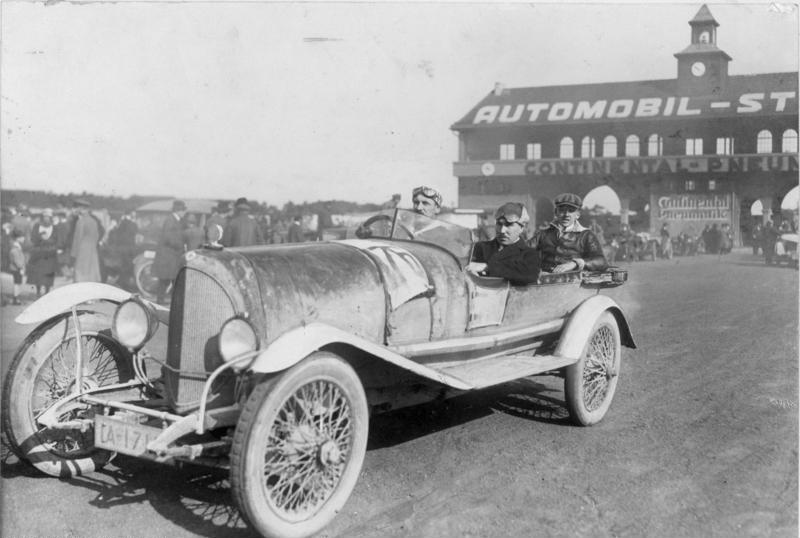
Auto-Reichsfahrt 1922, Avus, Berlin. Christian Riecken, zweiter in Klasse VC, Sieger in der zweiten Bergprüfung und in der Flachprüfung

Unter Reichsfahrten verstand man in der Frühzeit der Automobilverbreitung alljährliche Kraftwagenfahrten entlang vorgeschriebener Routen innerhalb des Deutschen Reiches. Die Reichsfahrten trug zwischen den Jahren 1921 und 1933 der Allgemeine Deutsche Automobil-Club (ADAC) aus. Auch Motorräder nahmen an den mehrtägigen Veranstaltungen teil.
Die Reichsfahrten genossen einen hohen Aufmerksamkeitsgrad bei der Bevölkerung und in der Presseberichterstattung. Sie dienten einerseits der Werbung für die junge deutsche Auto- und Motorindustrie – vor allem im Ausland. Zum anderen stellten Reichsfahrten – neben der „Fahrt rund um den Bodensee“, der „Brockenfahrt“, der „Gabelbachprüfung“, dem „Internationalen Klausenrennen Schweiz“, den von der deutschnationalen, rechtsradikalen Organisation Stahlhelm veranstalteten „Reichsfahrten“ sowie den zahlreichen „Berg-“ und „Alpenfahrten“ – die ersten Tests für Serien-Automobile dar und waren damit eine Grundlage für Kaufentscheidungen zahlungskräftiger Kunden. Man unterschied dabei zwischen Zuverlässigkeitsfahrten, wo es darum ging, ob ein Fahrzeug die Belastung durchhielt, und Gebrauchs- und Wirtschaftlichkeitsfahrten, wo insbesondere der Öl- und Benzinverbrauch sowie der Verschleiß der Reifen und Bremsen eine Rolle spielten. In diesem Sinne waren Reichsfahrten auch keine Autorennen, sondern ähnelten eher Rallyes, Alltags- oder Belastungstests.
Im benachbarten Österreich hießen diese Wettbewerbe Alpenfahrten und fanden bereits vor den Reichsfahrten statt, nämlich ab 1910.

## Die Reichsfahrt 1924

Streckenverlauf der Reichsfahrt 1924 (Nürnberg-Hannover)

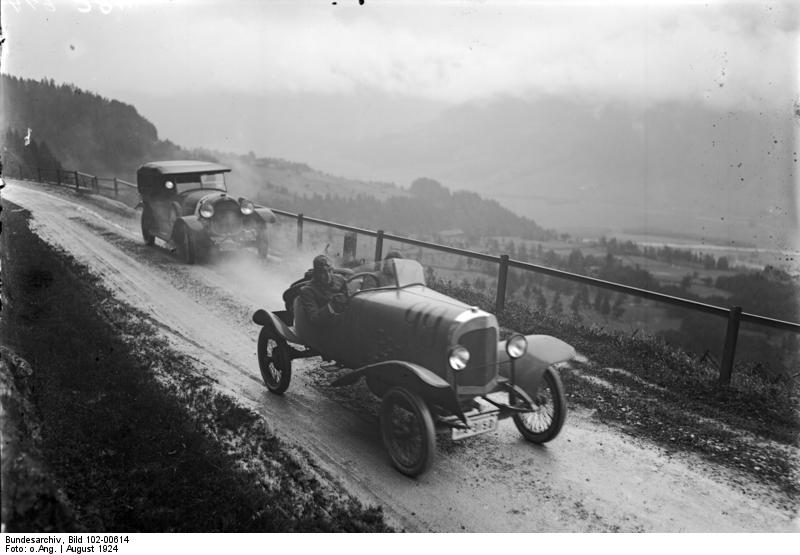
Die Dreiländerfahrt ging der Reichsfahrt 1924 voraus und unterzog die Wagen großem Belastungstests.

Das Auto gehörte Mitte der 1920er Jahre zum Straßenbild und wurde von vielen als „Gebrauchsgegenstand“ angesehen, „von dem [...] mindestens ein Jahrzehnt Lebensdauer bei voller Leistungsfähigkeit verlangt wird“. Die Reichsfahrten lieferten Anhaltspunkte für diese Robustheit. Die im Herbst 1924 erstmals erschienene Zeitschrift Der Herrenfahrer („Das Blatt vom Auto und anderen Annehmlichkeiten des Lebens“) widmet der Reichsfahrt 1924 ihren Leitartikel „Die schärfste Zerreißprobe aller bisherigen deutschen Kraftwagenwettbewerbe“ und nennt sie „Abschluß und Krone des sportlichen Automobiljahres“. Im Unterschied zur Alpenfahrt und der dort „höheren Beanspruchung der Maschine“ zählten bei der Reichsfahrt „die Länge des Wegs und die Schärfe des Tempos“.
Typischerweise legten die Fahrer pro Tag 500 km zurück. Je nach Klasse waren verschiedene Durchschnittsgeschwindigkeiten vorgeschrieben, etwa für „Kleinkrafträder und Kleinwagen bis zu 5 Steuerpferden [gemeint sind PS] ein Durchschnittstempo von 40, für Großkrafträder und 6–10 steuerpferdige Wagen ein solches von 50 Stundenkilometern“. Die Einhaltung dieses Tempos über die vier Tage bedeutete wegen der „zahllosen Ortsdurchfahrten“ ein Beschleunigen auf den „löchrigen“ Landstraßen auf ein „Höllentempo von 100–130 Stundenkilometern auf jeder einigermaßen brauchbaren Geraden“.
Der Autor des Artikels (mit dem Pseudonym „Autolycus“) weist mehrfach auf die Konkurrenzfähigkeit der deutschen Automobilhersteller und eine Spezialität hin: „Unsere kleinen, deutschen Motoren sind wunderbar gelaufen“, während „Das Ausland [...] in dieser Leistungsfähigkeit nur starke Wagen mit großen Motoren und entsprechend hohem Verbrauch“ liefere.
Die „Leichtkrafträder“ durften bei den ADAC Reichsfahrten Abkürzungen fahren und legten deshalb in diesem Wettbewerb 500 km weniger als Autos und Großkrafträder zurück. Von 36 Leichtkrafträdern erreichten 22 das Ziel – für den Autor der Beweis, dass sich die Zeit der Großkrafträder ihrem Ende zuneigt. „Bei schweren Krafträdern ist [...] gewissermaßen die Tara zu groß. Mehr als 80 Kilometer Fahrgeschwindigkeit kann im allgemeinen nicht ausgefahren werden, und diese leistet auch ein Kleinkraftrad.“ Von den in Eisenach gestarteten 29 schweren Krafträdern erreichten 19 das Ziel in Hannover, von den 42 gestarteten Automobilen 34, unter anderem drei „Amor (übrigens mit französischen Peugeot-Motoren ausgerüstete Fahrzeuge, nur in der Karosserie auf deutsch frisiert)“, drei Opel mit 4 PS, fünf Hansa, ein Stoewer, zwei Presto, ein „10/40-PS-Mercedes“, drei N. A. G. und ein Horch.
Die meisten Fahrer waren Profis. Umso mehr fiel „ein Privatfahrer, Bergassessor C. Dellmann“ aus Kurl auf, der in der stärksten Wagenklasse mit seinem „10/40-PS-NAG-Sportwagen“ als Erster am Ziel ankam. „Dieser Erfolg eines unserer besten Herrenfahrer ist umso höher zu bewerten, als es hier einem Amateur gelang, am Steuer eines gewöhnlichen Serienfahrzeuges, das schon zehntausende von Kilometern unter den Pneus gehabt hatte, die ganze, scharfe Konkurrenz der Berufsfahrer, die natürlich mit fabrikneuen Wagen gekommen waren, aus dem Felde zu schlagen.“

## Chronologie der A. D. A. C.-Reichsfahrten

Streckenverlauf der Reichsfahrt 1923 (Meiningen–Stuttgart)

| Termin         | Titel                  | Strecke |
| -------------- | ---------------------- | --- |
| 03.–07.10.1921 |                        | Berlin – Heidelberg                                                                                          |
| 03.–07.10.1922 | Ostdeutschen-Rundfahrt | Leipzig – Berlin                                                                                             |
| 19.–22.07.1923 | Süddeutschen-Rundfahrt | Meiningen – Stuttgart                                                                                        |
| 10.–13.09.1924 | Ost-Nordsee-Fahrt      | Nürnberg – Hannover (vermutlich ursprünglich geplant für 28.–31. August 1924)                                |
| 04.–08.09.1925 |                        | Frankfurt a. M. – München Strecke: Frankfurt-Augsburg, Augsburg Zell am See, Zell am See, Bad Ischl, München |
| 23.–05.09.1927 |                        | Berlin – Adenau                                                                                              |
| 18.–24.06.1928 | Reichs- und Alpenfahrt | Wernigerode – Heidelberg Strecke: Wernigerode–Görlitz–Plauen–Ischl–Meran–Luzern–Heidelberg                   |
| 09.–14.05.1932 | 8. Reichsfahrt         | Bad Pyrmont – Bad Kissingen                                                                                  |
| 02.–06.05.1933 | 9. Reichsfahrt         | Eisenach – Heidelberg                                                                                        |